# Sope Aluko
Sope Aluko, née le 5 juillet 1975, est une actrice britannique née au Nigeria.

## Vie et carrière
Elle est élevée au Royaume-Uni, son père étant diplomate, ce qui l’amène à voyager dans de nombreux endroits. En fin de compte elle à fréquenter un pensionnat à dix ans et étudie au Royaume- Uni, où elle grandit et obtient un master en marketing. Sope a déjà essayée le théâtre, mais ses parents ne l'approuve pas. Elle voyage aux États-Unis alors qu'elle est en vacances et rencontre son futur mari par accident. Elle reste et travaille dans des entreprises américaines. Après la mort de ses parents, elle décide de continué le théâtre. A propos de ses origines elle dit : « quand j'ai commencé dans cette industrie... Ils disaient : "J'aime ton accent mais...". Je ne me suis pas assez fait confiance. J'ai commencé à suivre des cours pour essayer de me débarrasser de mon accent. Un jour, je me suis dit, NON parce que c'est moi. Si cela ne fonctionne pas, alors peut-être que je ne suis pas fait pour ça. À partir du moment où je l'ai fait, les choses ont simplement changé, Comme si de rien n'était. ».
Depuis lors, Sope fait de nombreuses apparitions à la télévision, notamment Bloodline, New York, unité spéciale, Burn Notice, Graceland et American. Elle joue également dans des longs métrages, notamment Arnaque à la carve et Pitch Perfect 2.
Début 2018, Sope gagne en reconnaissance après avoir obtenu un rôle de chamane dans Black Panther du studio Marvel. Son casting fait la fierté de sa ville natale au Nigeria. A propos de son rôle, Sope déclare : « Je devais m'assurer que j'étais en état de jouer ce rôle, car l'une des mes scènes impliquait une activité physique. Et puis pour mon rôle, je dois parler avec un accent différent. Je me suis assurée de faire mes recherches sur l'accent... Je voulais être sûr d'être préparé avant de monter sur le plateau. » Elle explique qu'être dans le film est un rêve devenu réalité et espère pouvoir étendre sa carrière à Nollywood.

En 2021-2022 elle apparaît également dans certains épisodes de la série Legacies, série qui est un spin-off des séries Vampire Diaries et The Originals, où elle interprète là grand mère de Cleo lorsque celle-ci évoque son passé.

## Vie privée
Sope Aluko est mariée et a deux enfants. Elle pratique le christianisme.
En raison de son rôle dans Black Panther, le maire du comté de Miami-Dade en Flirode, Carlos A.Giménez, a qualifié le 10 avril de "Journée Sope Aluko".